# 悲しい酒
悲しい酒（かなしいさけ）は、1966年6月10日に発売された美空ひばりのシングル曲である。

## 概要
美空ひばりの代表曲の一つであり、石本美由起作詞、古賀政男作曲による。 メロディーは「影を慕いて」と同様に「美しき天然」から流用している。145万枚を売り上げるミリオンセラーとなり、美空ひばりの全シングル売上では第3位となっている。また、1966年の『第17回NHK紅白歌合戦』では紅組のトリとして本曲が歌唱された。

### 前史
元々はひばりへの提供曲ではなく、1960年6月に発売された北見沢惇（きたみざわ じゅん。本名：太田亘〈おおた わたる〉、1935年9月5日 - 1966年8月9日）の歌ったシングルレコード（SA-386。カップリングは初代コロムビア・ローズの『強い男になってくれ』）が初出である（編曲：佐伯亮）。こちらは、ひばりのバージョンよりややテンポが速かった。
北見沢は1954年、松竹に第3期ニューフェイスの俳優として入社。声の良さを買われ、1959年に松竹の音楽監督だった木下忠司の紹介で日本コロムビアと契約。師匠に船村徹を充てて『街路樹』で歌手デビューし、スター候補生として「シャープ・ガイ」のキャッチフレーズもつき、2か月ごとに新曲を出すなど力を入れたが、全く売れず、一方で自信過剰から酒・暴力・女性トラブルなど荒んだ生活を送った。そのことが船村や会社の耳に入り、一転して整理対象の候補となった。
最後のチャンスとして提供された『悲しい酒』は、北見沢にとっては再起をかけて必死で歌った一曲であったが、結局ヒットに至らず巷間に埋もれた。結局北見沢は契約を打ち切られ、再び荒んだ生活を送ることとなった。
その後、当時コロムビアの所属だった北島三郎によるカバーも試みられ、実際にレッスンも行ったが、レコーディングの直前に日本クラウンの発足に伴う同社への移籍が決まったことで立ち消えとなった。北島はひばりへの配慮もあり、当初は公表しないつもりだったが、取材結果をスタッフから聞かされたことから、「そこまでお調べになったのなら」とテレビ番組のインタビューに応じてその経緯を公表した。
古賀の弟子だったアントニオ古賀も志願してこの曲に挑戦し、仮歌のレコーディングを行ったが、出来上がりを聴いて下手だと感じたことで断念し、古賀はしばらく封印して見合った歌唱力のある歌手を待つことにした。

### ひばりへの提供
1966年になり、北見沢バージョンの編曲者だった佐伯は、美空ひばりに提供する曲がなかなか決まらないコロムビアのディレクター・雨森康次から相談を受け、当時コロムビアの関係者に北見沢の消息が伝わっていなかったこともあり、カバー曲であることを伏せた上での『悲しい酒』の提供を作曲者の古賀政男に提案し、古賀もこれを承諾。佐伯が再アレンジを行い、ひばりによってレコーディングされ、1966年6月10日にシングルとして発売されるに至った。
ひばりは、本曲を気が進まないままレコーディングしたという。
後年、カバー曲であることや北見沢が既に他界していることをスタッフから恐る恐る告げられたひばりは、「そうだったの。みんなで私を騙していたんだ」と意に介さない様子で笑っていたという。
初発時のシングルには間奏部分のセリフがなく、後にセリフ入りのバージョンが制作され、1967年3月に発売されたコンパクト盤「美空ひばりの悲しい酒」に収録された。セリフはひばりからの要望で、作詞の石本によって一晩で書き上げられたという。これ以降に発売されたベストアルバムなどにはセリフ入りのバージョンが収録されることが多い。
ひばりが本曲を披露する際は涙を流しながら歌唱していた。当人は涙の理由について「あの時はね、小さいころのつらかった出来事を思い出しているのよ。」と語っている。
2005年の『第56回NHK紅白歌合戦』に際してNHKが行った「スキウタ〜紅白みんなでアンケート〜」では紅組62位にランクインしている。

### 北見沢のその後
一方、オリジナル歌手である北見沢は、コロムビアを退社した後も、クラブやキャバレーなどで歌手として活動したが、仕事も減少していた上、相変わらず荒み、付き人に給料も払えない状況だった。歌う場所が主に酒の宴席だったこともあり、『悲しい酒』は「酔っ払いに聞かせる曲じゃない」と付き人に語り、ステージでは歌わなかった一方、譜面は常に持ち歩いていたという。ひばりバージョンが発売された直後に病気で倒れ、発売から2ヶ月後の1966年8月9日に30歳で病死している。
北見沢のバージョンは、2023年現在、LABEL ON DEMANDにより受注生産でCD-R盤が発売されている。

## 収録曲

### オリジナル盤(1966年)
1. 悲しい酒
  - 作詞：石本美由起／作曲：古賀政男／編曲：佐伯亮
2. 真実一路
  - 作詞：佐藤惣之助／作曲：古賀政男／編曲：佐伯亮

### 1991年CDシングル・1992年カセットテープ
1. 悲しい酒
2. 悲しい酒（オリジナルカラオケ）
3. あの丘越えて
  - 作詞：菊田一夫／作曲：万城目正／編曲：松尾健司
4. あの丘越えて（オリジナルカラオケ）

### 1998年カセットテープ
1. 悲しい酒
2. 悲しい酒（オリジナルカラオケ）
3. 哀愁波止場
  - 作詞：石本美由起／作曲・編曲：船村徹
4. 哀愁波止場（カラオケ）

### 2003年CDシングル
1. 悲しい酒
2. 哀愁出船
  - 作詞：菅野小穂子／作曲：遠藤実／編曲：安藤実親
3. 悲しい酒（オリジナルカラオケ
4. 哀愁出船（オリジナルカラオケ）

## カバー
- 中村美律子（1996年、アルバム『中村美律子「悲しい酒」を唄う〜美空ひばり名曲集 VOL.1〜』に収録）
- 神野美伽（1997年、アルバム『憧れて…』に収録）
- 谷村新司 vs coba（2000年、アルバム『美空ひばりトリビュート』に収録）
- 中森明菜（2007年、カバーアルバム『艶華 -Enka-』に収録）
- 松山千春（2010年、『リスペクト 美空ひばり「津軽のふるさと」』に収録）
- 徳永英明 （2012年、アルバム『VOCALIST VINTAGE』に収録）